# Hugo Oehmichen

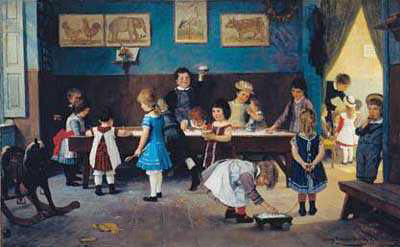
Im Kindergarten

Hugo Oehmichen (* 10. März 1843 in Borsdorf bei Leipzig; † Dezember 1932 in Düsseldorf) war ein deutscher Maler.

## Leben
Oehmichen wurde als Sohn eines Geschäftsinhabers in Borsdorf geboren. Seine Mutter verlor er früh, die Familie siedelte bald nach Brockwitz (heute zu Coswig) bei Meißen um. Als Kind soll er reges Interesse an einem Puppentheater und handwerkliches Geschick gezeigt haben, und durch Besuche in der Lehrwerkstatt seines Bruders, eines Kunstschlossers, reifte der Wunsch in ihm, ebenfalls Schlosser zu werden. Den ersten Zeichenunterricht erhielt er, als er mit seinem Bruder den Zeichenunterricht in der Sonntagsschule besuchte. Der Zeichenlehrer Köhler bot ihm bald darauf wegen seiner offensichtlichen Begabung Privatunterricht an.
Köhler empfahl Oehmichen an die Zeichen- und Malschule der Königlichen Porzellanmanufaktur Meißen, deren Direktor Carl Scheinert dem vierzehnjährigen Talent schnell ein Studium an der Königlichen Akademie in Dresden vermittelte. Dort studierte Oehmichen von 1857 bis 1864, besonders bei Julius Hübner und Adolf Ehrhardt. 1862 gewann er die kleine silberne Medaille der Akademie, 1864 die kleine goldene Medaille für das Bild Segen des Großvaters, das vom sächsischen König angekauft wurde. 1866–1867 machte eine Reise nach Rom, wo er einige typische Motive der Campagna malte. 1867 kehrte er nach Dresden zurück. Sein dort entstandenes Gemälde Der erste Kirchgang nach der Genesung veranlasste seinen Lehrer Julius Hübner, Oehmichen zu einem Umzug nach Düsseldorf zu raten, da dort die Sittenmalerei, zu der Oehmichen besonders talentiert schien, eher als in Dresden Anklang fand und Oehmichen in Düsseldorf unter anderem von Ludwig Knaus und Benjamin Vautier vielfältige Anregungen erfahren könne.
1869 ließ sich Oehmichen in Düsseldorf nieder, wo er unter Vautiers Einfluss vorzugsweise Genrebilder aus dem Volksleben malte. Sein unter dem Eindruck des Deutsch-Französischen Kriegs entstandenes Bild Todesbotschaft, das das Überbringen der Nachricht vom Tod eines Soldaten an die Ehefrau darstellt, fand die Anerkennung der Kunstkritik und wurde nach England verkauft, eine zweite Version an die Städtische Galerie Wiesbaden.
1871 heiratete er seine Cousine Emma Dietrich, die Tochter eines Gutsbesitzers aus Böhlitz (heute zu Mutzschen). Eines seiner Kinder, Hans Oehmichen († 1952), studierte Bergbau und wurde Bergwerksdirektor. Das Familienleben und die Lebenswelt seiner Kinder in Haus und Schule boten Oehmichen vielfältige Motive für Genregemälde. Auch das bäuerliche und kleinstädtische Leben in Deutschland schilderte er häufig in Gemälden, für die er auf Reisen an der Mosel, in Schwaben, am Oberrhein, in Hessen und Westfalen Anregungen suchte. So wurde zum Beispiel sein von der Dresdner Galerie angekauftes Gemälde Der Steuerzahltag von einer selbst erlebten Szene im Rathaussal von Rheinfelden angeregt.
Viele seiner Bilder wurden als Stiche vervielfältigt und fanden so ein größeres Publikum.
Oehmichen war Mitglied des Künstlervereins „Malkasten“ in Düsseldorf.
Am 15. Januar 2017 wurde eine Folge der Sendung Lieb & Teuer des NDR ausgestrahlt, die von Janin Ullmann moderiert wurde. Darin wurde mit der Gemälde-Expertin Ariane Skora ein Genregemälde mit Kartenspielern von Hugo Oehmichen besprochen.

## Werke
(Auswahl)

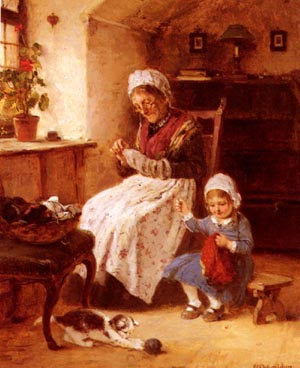
Nähstunde

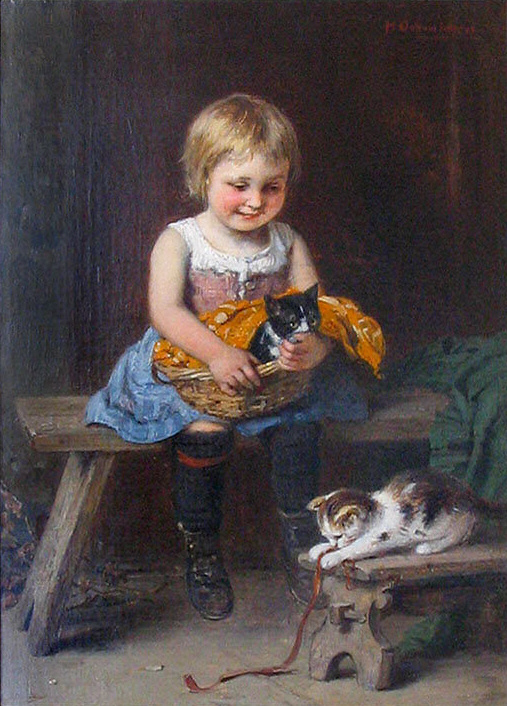
Meine Katzenlieblinge

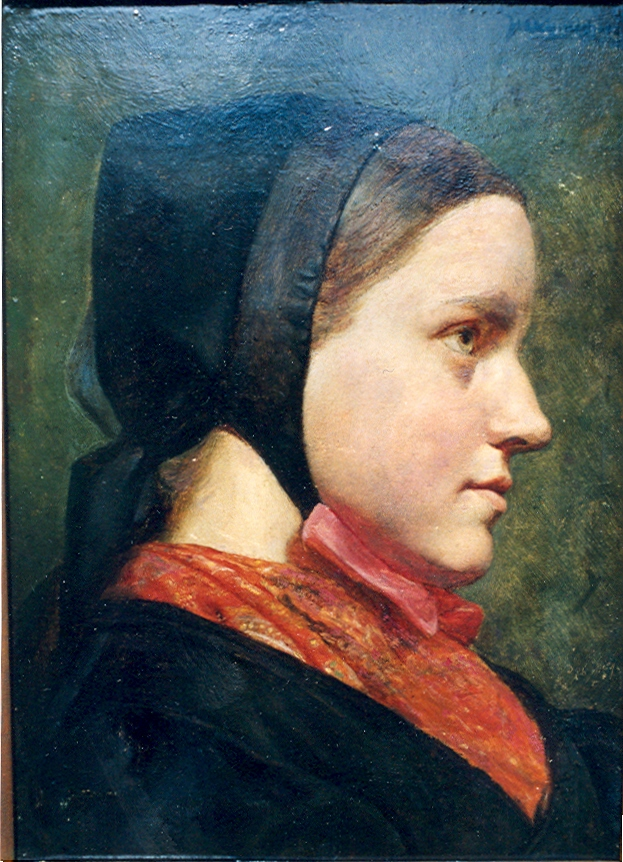
Bildnis eines Mädchens in Tracht

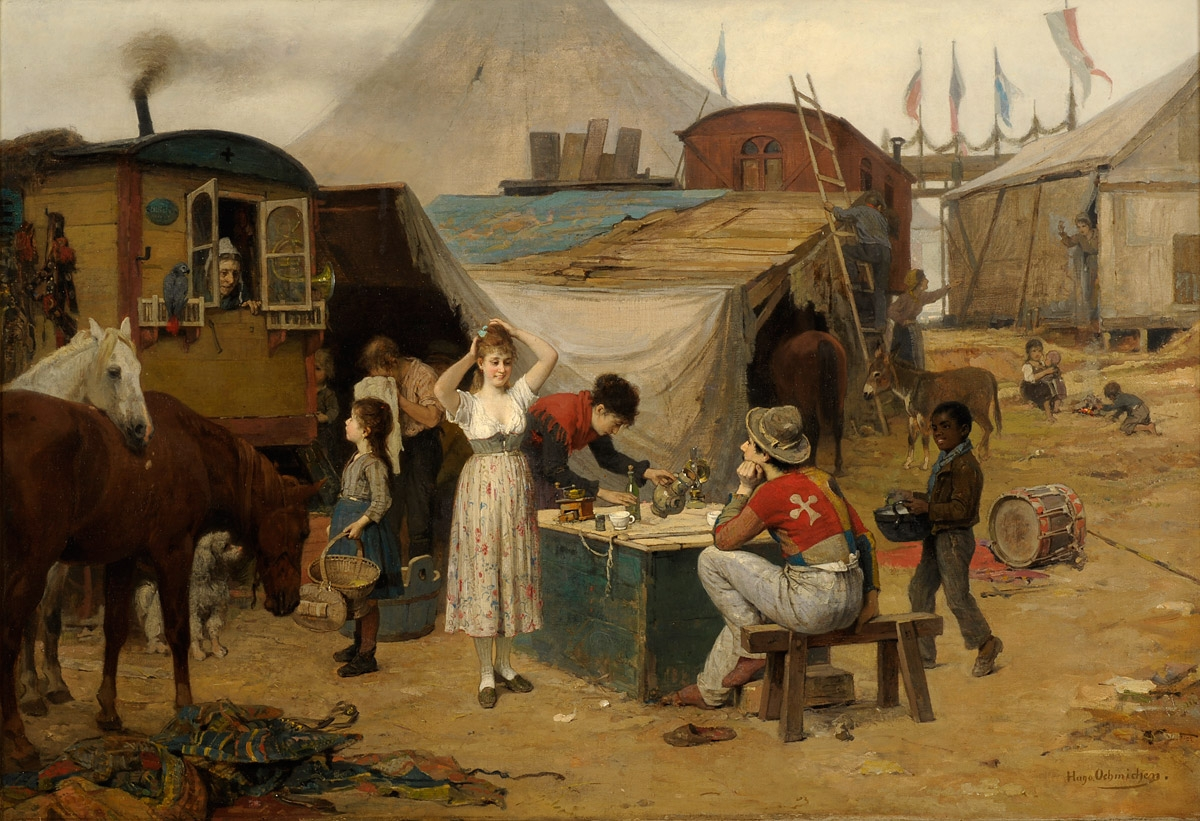
Jahrmarktszene

- Bildnis des Dorflehrers, 1861 (für die Kirche in Brockwitz)
- Frauenporträt, 1862
- Aschenbrödel, 1862
- Schneewittchen, etwa 1862/1863
- Großvater, die Seinen segnend (Der Segen des Großvaters), 1864
- Ausgang aus der Schule, 1865
- Mutterglück, 1866
- Der erste Kirchgang nach der Genesung, 1867
- Dorfschule, 1869
- Schulprüfung, 1870
- In der Dorfkirche, 1870
- Todesbotschaft, 1872
- Der Reconvalescent, 1872
- Kirchenschmückung vor der Trauung, 1874
- Aus dem Schwarzwald, 1874
- Die Alten, 1874
- Der erste Schritt, 1875
- Der erste Zahn, 1875
- Flüchtige Bekanntschaft, 1875
- Martinsabend in Düsseldorf, 1876
- Die Hausandacht, 1876
- Abgewiesen, 1876
- Der Steuerzahltag, 1877
- In der Nähstunde, 1877
- Die kleinen Künstler, 1877
- Das Jubiläum des Veteranen, 1878
- Bei der kranken Schulfreundin, 1878
- Schachspieler, 1878
- In der Strickschule, 1879
- Künstlertoilette hinter einer Schaubude, 1879
- Kindergarten, 1879
- Hausandacht, 1880
- Kinder im Schnee, 1880
- Auf dem Schulwege, 1880
- Ein Begräbnistag in Westfalen, 1881
- Kinder, Spatzen fütternd, 1881
- Gute Nacht, 1881
- In der Kirche, 1881
- Rententag, 1881
- Väterliche Ermahnung, 1881
- Westfälische Kirchengängerin, 1881
- Nach der Christbescherung, 1882
- Prozessierende Bauern in der Wartestube, 1882
- Religionsunterricht, 1883
- Der Vetter vom Lande, 1883
- Beim Dorfschulzen, 1885
- Wo liegt Kamerun?, 1885 (ein Lehrer zeigt Bauern auf einer Wandkarte die neue Kolonie)
- Gesangstunde, 1886
- Glückliches Heim, 1886
- Der Witwe einziger Trost, 1887
- Die Geschwister, 1888
- Beim Großvater, 1893
- ABC-Schützen, 1896
- Sonntag, 1896
- Alte Zeichenschule, 1897
- Stille Betrachtungen
- Eingeschlafen
- Gratulanten
- Schularrest
- Schulstrafe
- Schreibstunde
- Vor dem Schulwege (Butterbrotstreichen)
- Widerspenstige Schüler
- An der Schandsäule
- Bildnis eines Mädchens in Tracht
- Jahrmarktszene